# АВЛ
АВЛ — советская армейская спортивно-тренировочная винтовка, созданная под целевой боеприпас 7,62×54 мм R «Экстра» на базе охотничьего карабина «Лось». Унифицирована со спортивной винтовкой АВ. С использованием этой винтовки на чемпионатах мира было завоевано две золотых медали и установлен мировой рекорд.

## Конструкция
Ударно-спусковой механизм (УСМ) располагается в отделяемой спусковой коробке, предусматривает регулировку усилия спуска, а также хода спускового крючка. Затвор продольно-скользящий, запирается на два боевых упора. Прицел диоптрический, с механизмом внесения точных поправок и регулировкой по вертикали и горизонтали. Магазин однорядный на пять патронов, со снаряжением из обоймы.